# Spizixos
Spizixos és un dels gèneres d'ocells, de la família dels picnonòtids (Pycnonotidae).

## Llistat d'espècies
Segons el Congrés Ornitològic Internacional (versió 13.2, 2023), aquest gènere conté dues espècies:
- Spizixos semitorques - Bulbul de collar blanc.
- Spizixos canifrons - Bulbul becgròs.